# Zaira musca
Zaira musca là một loài ruồi trong họ Tachinidae.